# Milton Fonseca Pelissari
Milton Fonseca Pelissari (nascido em 25 de fevereiro de 1971) é um jogador de handebol brasileiro. Ele competiu nos Jogos Olímpicos de Verão de 1992 e também nos Jogos Olímpicos de Verão de 1996 . 